# Region Oberland
Region Oberland (niem. Planungsregion Oberland) – region planowania w Niemczech, w kraju związkowym Bawaria, w rejencji Górna Bawaria. Siedzibą regionu jest miasto Weilheim in Oberbayern.
Region leży w południowej części Bawarii. Na wschodzie graniczy z regionem planowania Südostoberbayern, na południu z Austrią, na zachodzie z regionem planowania Allgäu, a na północy z regionem planowania Monachium.

## Podział administracyjny
W skład regionu Oberland wchodzą:
- cztery powiaty ziemskie (Landkreis)

Powiaty ziemskie:
| Lp. | Nazwa powiatu           | Ludność (31.12.2010) | Powierzchnia km² | Liczba gmin |
| --- | ----------------------- | -------------------- | ---------------- | ----------- |
| 1   | Bad Tölz-Wolfratshausen | 121 801              | 1 110,67         | 21          |
| 2   | Garmisch-Partenkirchen  | 86 336               | 1 012,28         | 22          |
| 3   | Miesbach                | 95 641               | 863,50           | 17          |
| 4   | Weilheim-Schongau       | 131 241              | 966,41           | 34          |